# Manovo-Gounda St. Floris nationalpark
Manovo-Gounda St. Floris nationalpark är en nationalpark i Centralafrikanska republiken. Den ligger i prefekturen Bamingui-Bangoran, i den norra delen av landet, 700 km nordost om huvudstaden Bangui. Nationalparken består av stora savannområden och här finns många arter av både växter och djur. Den totala ytan är 1 740 000 hektar.

## Fauna
I slutet av 1970- och början av 1980-talet gjordes flera stora studier av djurlivet i nationalparken, men dessa omfattade huvudsakligen de norra delarna av området.
Flera djurarter anses speciellt skyddsvärda, bland annat svart noshörning (Diceros bicornis), savannelefant (Loxodonta africana), leopard (Panthera pardus), gepard (Acinonyx jubatus), afrikansk vildhund (Lycaon pictus) och krokodil (Crocodylus niloticus).
Ungefär 320 fågelarter har identifierats, bland dem skrikfiskörn (Haliaeetus vocifer), pelikan (Pelecanus onocrotalus och Pelecanus rufescens) och maraboustork (Leptoptilos crumeniferus).

## Världsarv
Manovo-Gounda St. Floris nationalpark blev upptagen på Unescos världsarvslista 1988 och på listan över hotade världsarv 1997, eftersom tungt beväpnade jägare bedrev en omfattande tjuvjakt.